# Ull de Nespra
Ull de Nespra es el nombre de una variedad cultivar de manzano (Malus domestica) Esta manzana está cultivada en la colección de germoplasma de manzanas del CSIC, así mismo también está cultivada en la colección particular de manzanas de Cataluña "El pomari de l'Emili". Esta manzana es originaria de la Comunidad autónoma de Cataluña, comarca de la Selva zona del Montseny, Gerona, donde tuvo su mejor época de cultivo comercial antes de la década de 1960.

## Sinónimos
- "Poma Ull de Nespra",[7]
- "Manzana Ojo de Níspero".[8]

## Historia
'Ull de Nespra' es una variedad de manzana de Cataluña, cuyo cultivo conoció cierta expansión en el pasado, pero que a causa de su constante regresión en el cultivo comercial no conservaban apenas importancia y prácticamente habían desaparecido de las nuevas plantaciones en 1971, así hay variedades tales como 'Camuesa de Llobregat' y 'Manyaga' que constituían en 1960 el 70% de la producción de manzana en la provincia de Barcelona y se encontraba la primera en otras nueve provincias y la segunda en seis y 'Normanda' que estaba muy difundida hasta 1960 entre los viveristas de Aragón (representaba el 25% de la cosecha en la cuenca del Jiloca). En 1971 Puerta-Romero y Veirat solo encontraron 184 ha de “Manyaga” (el 31% con más de 20 años), 81 ha de “Camuesa de Llobregat” (el 36% con más de 20 años) y ya no citan al cultivar “Normanda”.
'Ull de Nespra' está considerada incluida en las variedades locales autóctonas muy antiguas, cuyo cultivo se centraba en comarcas muy definidas. Se caracterizaban por su buena adaptación a sus ecosistemas y podrían tener interés genético en virtud de su adaptación. Se encontraban diseminadas por todas las regiones fruteras españolas, aunque eran especialmente frecuentes en la España húmeda. Estas se podían clasificar en dos subgrupos: de mesa y de sidra (aunque algunas tenían aptitud mixta).
'Ull de Nespra' es una variedad clasificada como de mesa; difundido su cultivo en el pasado por los viveros comerciales y cuyo cultivo en la actualidad se ha reducido a huertos familiares y jardines privados.

## Características
El manzano de la variedad 'Ull de Nespra' tiene un vigor entre escaso y mediano, de porte de poca altura con las ramas erguidas; tubo del cáliz estrecho, pequeño, con los estambres insertos en la mitad.
La variedad de manzana 'Ull de Nespra' tiene un fruto de tamaño de mediano a pequeño; forma esférica algo achatada, con contorno irregular y asimétrico, con uno de los ejes de simetría más elevado lo que le produce en este lado un abultamiento más prominente que en el lado opuesto; piel rugosa, gruesa; con color de fondo verde ligeramente amarillento, importancia del sobre color ausente, acusa punteado abundante ruginoso, y una sensibilidad al "russeting" (pardeamiento áspero superficial que presentan algunas variedades) medio; pedúnculo de corto, grueso, leñoso, no sobresale  de la cubeta, anchura de la cavidad peduncular estrecha, profundidad cavidad pedúncular profunda, ruginoso verdoso grisáceo muy fuerte que sobrepasa el borde derramandose en la superficie alrededor de la cubeta en forma de estrella, y con una importancia del "russeting" en cavidad peduncular muy fuerte; anchura de la cavidad calicina es poco ancha, profundidad de la cavidad calicina poco profunda, y con importancia del "russeting" en cavidad calicina débil; ojo característicamente pequeño y entreabierto; sépalos largos, puntiagudos y vueltos hacia fuera desde por debajo de su mitad dejando en el centro una apertura suavemente pequeña.
Carne de color amarillento; textura fuerte, jugosa; sabor dulce con un punto ácido; corazón bulbiforme; eje entreabierto; celdas alargadas y cartilaginosas; semillas pequeñas ovadas.
La manzana 'Ull de Nespra' tiene una época de maduración y recolección tardía, madura en el otoño, en octubre. Tiene una buena conservación. Se usa como manzana de mesa fresca y en la cocina.